# イズ・ゼア・ラヴ・イン・スペース?
『イズ・ゼア・ラヴ・イン・スペース?』（Is There Love in Space?）は、アメリカ合衆国のギタリスト、ジョー・サトリアーニが2004年に発表した10作目のスタジオ・アルバム。

## 背景
収録曲「イフ・アイ・クッド・フライ」は、サトリアーニが妻に捧げた曲で、10年近くかけて完成したという。「ライフスタイル」と「アイ・ライク・ザ・レイン」の2曲は、歌詞の付いたボーカル・ナンバーで、サトリアーニ自身がボーカルも兼任している。

## 反響・評価
アメリカでは発売初週に約1万2千枚を売り上げ、Billboard 200で初登場80位を記録し、『エンジンズ・オブ・クリエーション』（2000年）以来の全米トップ100アルバムとなった。フランスのアルバム・チャートでは初登場45位となり、前スタジオ・アルバム『ストレンジ・ビューティフル・ミュージック』（2002年）に引き続きトップ50入りを果たした。イギリスでは2004年4月24日付の全英アルバムチャートで86位となり、『エンジンズ・オブ・クリエーション』以来4年ぶりの全英トップ100アルバムとなるが、翌週にはチャート圏外に落ちた。
Thom Jurekはオールミュージックにおいて5点満点中3.5点を付け「『イズ・ゼア・ラヴ・イン・スペース?』は、出世作『サーフィング・ウィズ・ジ・エイリアン』と、エキゾチックな『ストレンジ・ビューティフル・ミュージック』という、彼のカタログの中でも特に独特の味を持つ2作を思わせる。前者からは突進力に満ち、しゃかりきで力強いブルース/ハードロック的なリフと指技を引き継ぎ、後者からは入り組んだ、時に難解なメロディと、東洋的な色合いの旋法を引き継いだ」と評している。

## 盗作騒動
2008年、サトリアーニはコールドプレイの楽曲「美しき生命」が本作収録曲「イフ・アイ・クッド・フライ」に酷似していると多くのファンから指摘され、コールドプレイを著作権侵害で訴えたが、コールドプレイ側は「もし2つの曲の間に類似性があるとしたら、それはまったくの偶然であり、彼同様、我々も驚いています」と主張した。サトリアーニは2009年に訴えを取り下げたが、示談が成立したか否かは公表されなかった。

## 収録曲
全曲ともジョー・サトリアーニ作。
1. ガナー - Gnaahh - 3:33
2. アップ・イン・フレイムス - Up in Flames - 4:33
3. ハンズ・イン・ジ・エアー - Hands in the Air - 4:27
4. ライフスタイル - Lifestyle - 4:34
5. イズ・ゼア・ラヴ・イン・スペース? - Is There Love in Space? - 4:50
6. イフ・アイ・クッド・フライ - If I Could Fly - 6:30
7. ザ・ソウルズ・オブ・ディストーション - The Souls of Distortion - 4:58
8. ジャスト・ルック・アップ - Just Look Up - 4:50
9. アイ・ライク・ザ・レイン - I Like the Rain - 4:00
10. サーチング - Searching - 10:07
11. バンブー - Bamboo - 5:46

### 日本盤ボーナス・トラック
1. ドッグ・ウィズ・クラウン・アンド・イヤリング - Dog with Crown and Earring - 4:30

## 参加ミュージシャン
- ジョー・サトリアーニ - ギター、ベース、キーボード、ハーモニカ、ボーカル
- マット・ビソネット - ベース
- ジェフ・キャンピテリ - ドラムス、パーカッション
- ジョン・クニベルティ - タンバリン
- マイク・マニング - サウンド・エフェクト(on #9)
- Z.Z.サトリアーニ - ボウド・ベース(on #11)